# Le Cannet (Bonnard)
Pour les articles homonymes, voir Le Cannet.
Le Cannet est un tableau réalisé en 1930 par le peintre français Pierre Bonnard. De format horizontal, cette huile sur toile est un paysage qui représente de la végétation dans une trouée de laquelle apparaît Le Cannet, dans les Alpes-Maritimes. L'œuvre est conservée à la Fondation Bemberg, un établissement muséal toulousain.

## Description
Des peintures à la composition picturale comparable existent ailleurs en France, par exemple Vue du Cannet, qui se trouve au musée Bonnard, dans la localité représentée elle-même. La perspective dans Le Cannet est toutefois moins ouverte que dans cette autre toile, et en général que dans l'œuvre peint antérieur de Bonnard.

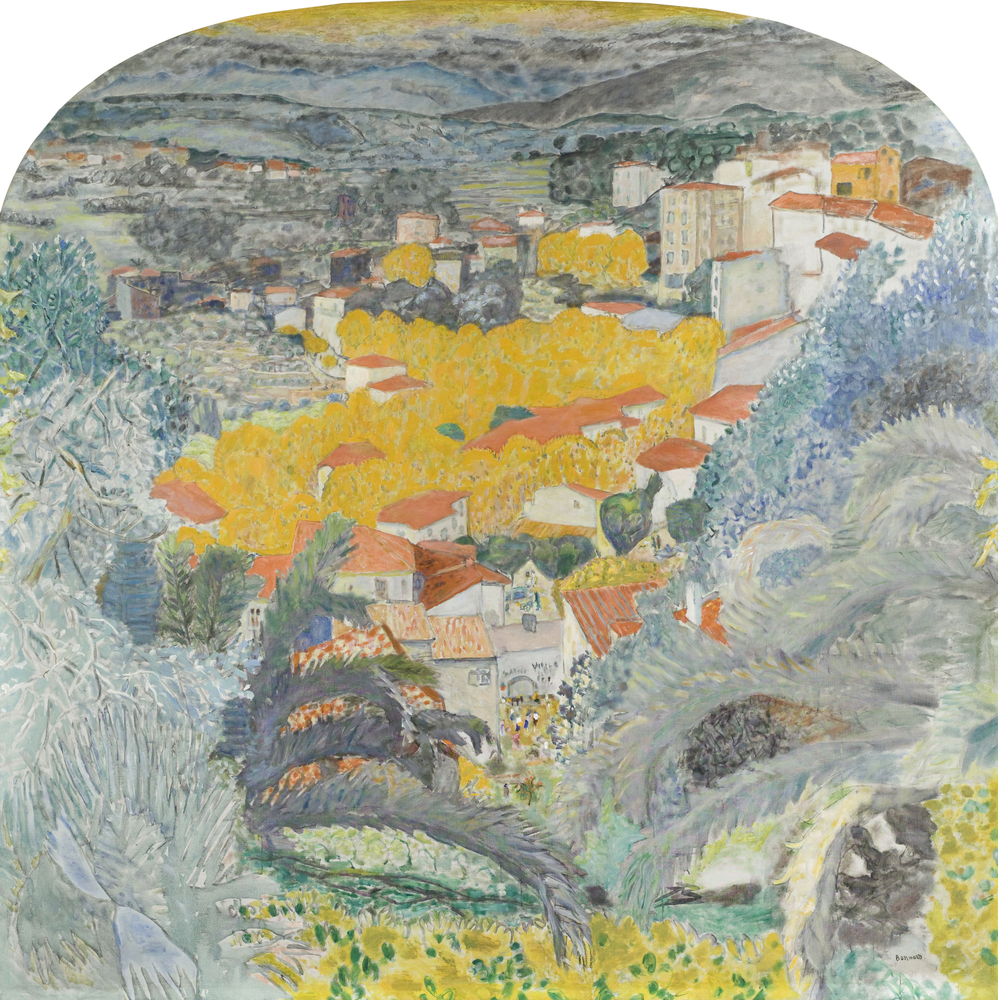
Vue du Cannet, 1925 ou 1927 – Musée Bonnard, Le Cannet.
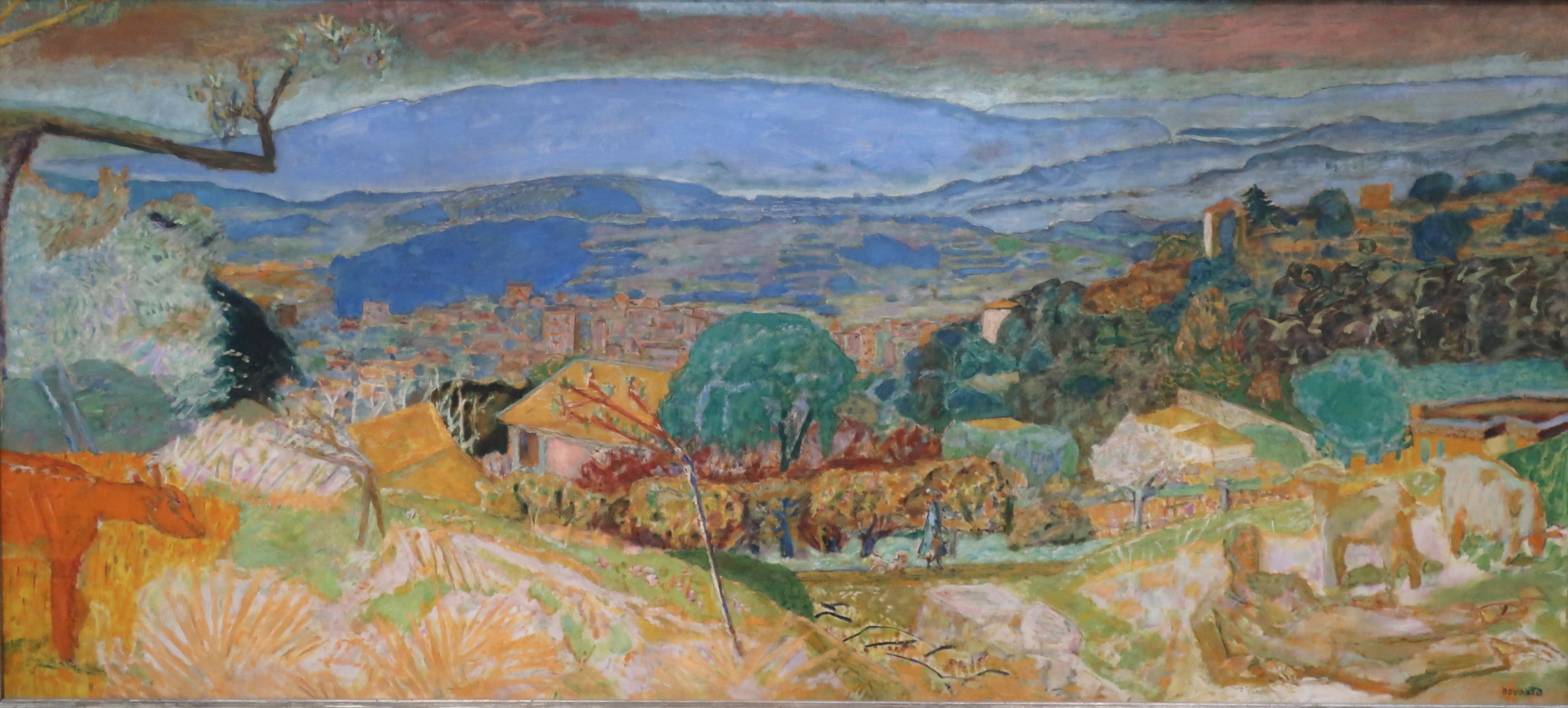
Paysage au Cannet, 1928 – Musée d'Art Kimbell, Fort Worth.